# Напі (Міссо)
Напі (ест. Napi) — село в Естонії, входить до складу волості Міссо, повіту Вирумаа.